# NGC 1622
NGC 1622 este o galaxie situată în constelația Eridanul. A fost descoperită în 16 ianuarie 1850 de către William Parsons, 3rd Earl of Rosse⁠(d). Se află la o distanță de 66,37 de megaparseci de Pământ.